# Басовка (Львовская область)
Басовка (укр. Басівка) — село в Сокольниковской сельской общине Львовского района Львовской области Украины.
Население по переписи 2001 года составляло 1042 человека. Занимает площадь 2,39 км². Почтовый индекс — 81115. Телефонный код — 3230.